# Земетресение в Карибско море (2020)
Земетресението в Карибско море възниква на 28 януари 2020 г. в Карибско море, между Ямайка и Куба.
Епицентърът на труса е на 133 км северно от Монтего Бей, а магнитудът му е 7,7 по Рихтер. Евакуирани са училища в Ямайка и сгради в Маями (щ. Флорида), а Тихоокеанският център за предупреждение от цунами издава предупреждение. Няма нанесени щети.
|  | Тази страница частично или изцяло представлява превод на страницата Terremoto de Jamaica de 2020 в Уикипедия на испански. Оригиналният текст, както и този превод, са защитени от Лиценза „Криейтив Комънс – Признание – Споделяне на споделеното“, а за съдържание, създадено преди юни 2009 година – от Лиценза за свободна документация на ГНУ. Прегледайте историята на редакциите на оригиналната страница, както и на преводната страница, за да видите списъка на съавторите. ВАЖНО: Този шаблон се отнася единствено до авторските права върху съдържанието на статията. Добавянето му не отменя изискването да се посочват конкретни източници на твърденията, които да бъдат благонадеждни. |